# Eugène Lacoste
Pour les articles homonymes, voir Lacoste.
Pierre Eugène Lacoste (né à Paris le 11 février 1818 et mort à Paris 17e le 28 octobre 1907,) est un dessinateur de costumes, un peintre et un illustrateur français.

## Biographie
Eugène Lacoste naît le 11 février 1818.
Il conçoit les costumes de nombreux opéras et spectacles musicaux.
En 1880, Eugène Lacoste dessine les costumes de la reprise de l'opéra de Verdi Aida, dont la première avait été donnée au Caire en 1871 avec des costumes dessinés par l'égyptologue Auguste Mariette. Eugène Lacoste reconstitue les costumes dans le moindre détail.
Eugène Lacoste meurt le 28 octobre 1907. De nombreux originaux de ses dessins ainsi qu'une partie de sa correspondance sont conservés.

## Œuvres

### Dessins de costumes pour des spectacles (liste non exhaustive)

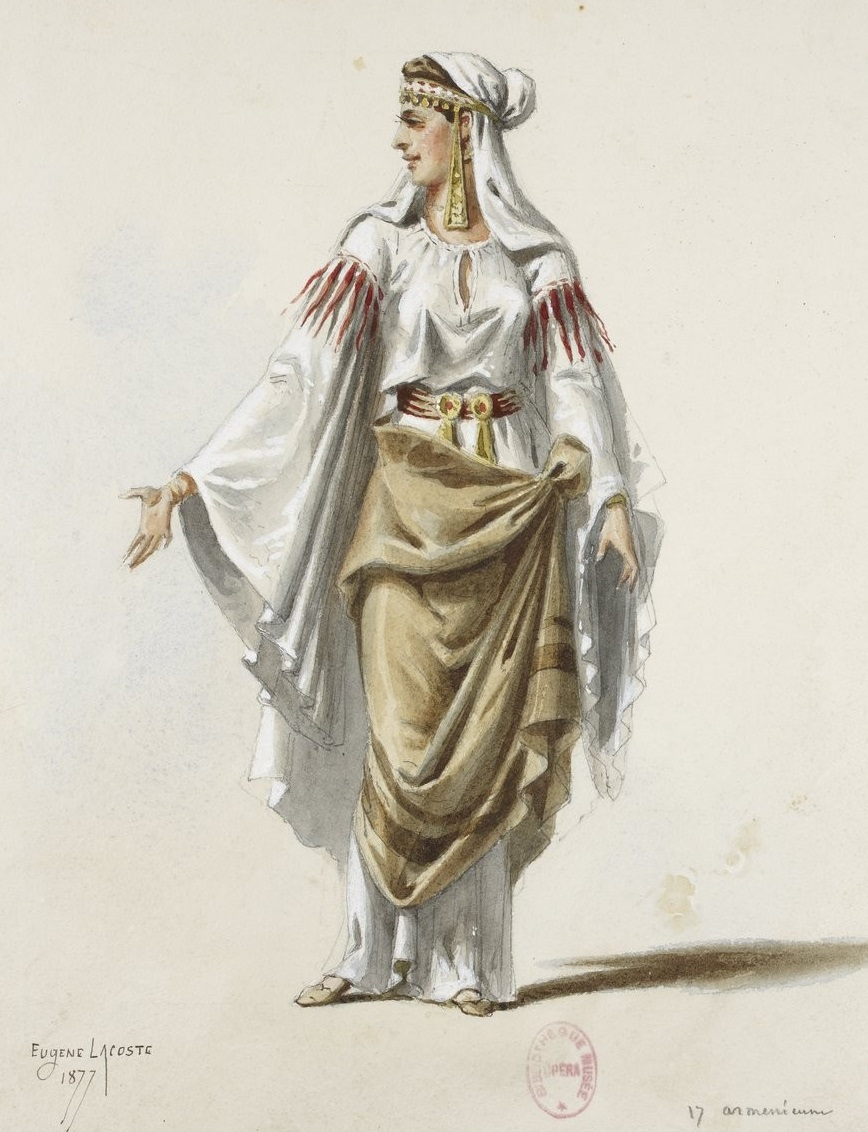
Arménienne, illustration de Pierre-Eugène Lacoste pour les costumes de l'opéra Polyeucte adapté de Pierre Corneille (1877).

- Arménienne, illustration de Pierre-Eugène Lacoste pour les costumes de l'opéra Polyeucte adapté de Pierre Corneille (1877).1865 : Le Déluge universel, texte de Clairville et Paul Siraudin, musique et chœurs de Victor Chéri, ballets de Honoré, 	Mise en scène d'Hippolyte Hostein, Théâtre Impérial du Châtelet, 29 juillet 1865.
- 1873 : Les Merveilleuses, texte de Victorien Sardou ; costumes d'Eugène Lacoste et Draner, Paris, Théâtre des Variétés, décembre 1873.
- 1875-1876 : Sylvia ou la Nymphe de Diane. Ballet en trois actes et cinq tableaux. Chorégraphie de Louis Mérante, Paris, Théâtre national de l'Opéra - Palais Garnier, 14 juin 1876. Quatre-vingt-six maquettes de costumes.
- 1876-1877 : Le Roi de Lahore, opéra en cinq actes et six tableaux sur une musique de Jules Massenet. Paris, Théâtre national de l'Opéra - Palais Garnier, 27 avril 1877.
- 1876-1877 : La Reine de Chypre, opéra en cinq actes su rune musique de Fromental Halévy. Paris, Théâtre national de l'Opéra - Palais Garnier, 6 août 1877.
- 1877-1878 : Polyeucte, opéra en cinq actes, mise en scène d'Adolphe Mayer. Paris, Théâtre national de l'Opéra - Palais Garnier, 7 octobre 1878.
- 1880 : Aïda, opéra en quatre actes et sept tableaux su rune musique de Giuseppe Verdi. Paris, Théâtre national de l'Opéra - Palais Garnier, 22 mars 1880.
- 1880 : La Korrigane, ballet-fantastique en deux actes et trois tableaux sur un livret de François Coppée et Louis Mérante. Paris, Théâtre national de l'Opéra - Palais Garnier, 1er décembre 1880.
- 1880 : Le Comte Ory, opéra en deux actes, avec une mise en scène d'Adolphe Mayer. Paris, Théâtre national de l'Opéra - Palais Garnier, 29 octobre 1880.
- 1881 : Le Tribut de Zamora[4], opéra en quatre actes sur une musique de Charles Gounod. Paris, Académie nationale de musique.
- 1883-1884 : Sapho, opéra en quatre actes sur une musique de Charles Gounod. Paris, Théâtre national de l'Opéra - Palais Garnier, 2 avril 1884.
- 1884 : Tabarin, opéra en deux actes sur une musique d'Emile Pessard. Paris, Théâtre national de l'Opéra - Palais Garnier, 12 janvier 1885.
- 1886 : Le Songe d'une nuit d'été, féerie en 3 actes et 8 tableaux, de William Shakespeare. Paris, Odéon-Théâtre de l'Europe, 14 avril 1886.
- 1891-1892 : Salammbô, opéra en cinq actes et sept tableaux sur un livret de Camille Du Locle, d'après Salammbô de Gustave Flaubert. Paris, Théâtre national de l'Opéra-Palais Garnier, 16 mai 1892.

### Livres illustrés
- 1846 : Le Prince Coqueluche, son histoire intéressante et celle de son compagnon Moustafa d'Édouard Ourliac, Paris, Hetzel.
- 1860 : Le Nouveau Magasin des enfants, d'Alexandre Dumas, Paul de Musset et Édouard Ourliac, Paris, Hetzel. Co-illustré avec Bertall et Gérard Seguin.
- 1875 : Costumes du Directoire tirés des "Merveilleuses", Paris, Rouquette. Co-illustré avec le dessinateur Draner et le graveur Auguste-Étienne Guillaumot.